# Ivo Bruns

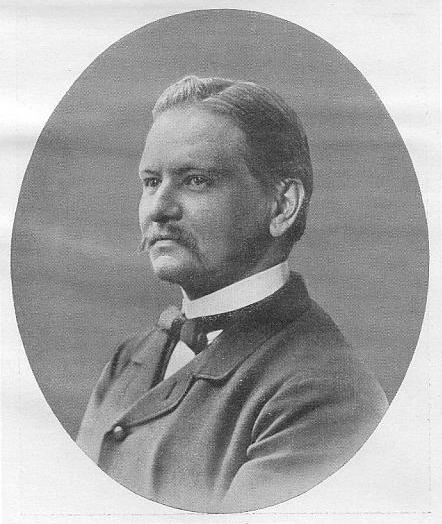
Ivo Bruns.

Ivo Bruns, född den 20 maj 1853 i Halle an der Saale, död den 16 maj 1901 i Kiel, var en tysk klassisk filolog, son till Karl Georg Bruns. 
Bruns studerade klassisk filologi, arkeologi, filosofi och historia, först i Berlin för Ernst Curtius, Johann Gustav Droysen, Moriz Haupt, Adolf Kirchhoff och Eduard Zeller, därefter i Bonn för Jacob Bernays, Franz Bücheler, Reinhard Kekulé von Stradonitz, Heinrich von Sybel och Hermann Usener. 1877 promoverades han, efter att ha disputerat på avhandlingen De legum Platonicarum compositione quaestiones ("Undersökningar över uppbyggnaden av Platons Lagarna") .
Efter att ha bedrivit forskning i Paris, huvudsakligen kring Aristoteles, fullföljde han sitt arbete med Platons skrift. Han uppnådde  sin habilitation vid universitetet i Göttingen med skriften Platons Gesetze, vor und nach ihrer Herausgabe durch Philippos von Opus (Weimar 1880). 1884 blev han extra ordinarie professor i Göttingen. Redan två år senare övergick han till universitetet i Kiel, där han 1890 utnämndes till ordinarie professor.
Ivo Bruns ägnade sig åt olika delar av den klassiska filologin. Han sysselsatte sig intensivt med innehållet, traditionen och receptionen inom den platonska, aristoteliska och epikureiska filosofin. Hans huvudverk är monografin Das literarische Porträt der Griechen im fünften und vierten Jahrhundert (Berlin 1896; oförändrat nytryck 1961 genom Wissenschaftliche Buchgesellschaft i Darmstadt och Georg Olms Verlag i Hildesheim), med vilket det två år yngre arbetet Die Persönlichkeit in der Geschichtsschreibung der Alten. Untersuchungen zur Technik der antiken Historiographie (Berlin 1898) sammanhänger.